# Paraxerus poensis
Paraxerus poensis is een zoogdier uit de familie van de eekhoorns (Sciuridae). De wetenschappelijke naam van de soort werd voor het eerst geldig gepubliceerd door A. Smith in 1830.